# Collège doctoral de recherche avancée
Le Collège doctoral de recherche avancée (総合研究大学院大学, Sōgō kenkyū daigakuin daigaku, couramment abrégée en Sōkendai, 総研大) est une université nationale japonaise, située à Hayama dans la préfecture de Kanagawa.

## Composantes
L'université est structurée en facultés de cycles supérieurs (研究科, kenkyūka), qui ont la charge des étudiants de 2e et 3e cycles universitaires. L'université ne dispose pas de formation pour le 1er cycle universitaire, mais dispose de plusieurs laboratoires de recherches pour des formations post-doctorales.

### Facultés de cycles supérieur
L'université compte 6 facultés de cycles supérieurs (研究科, kenkyūka).
- Faculté de sciences sociales et culturelles
- Faculté de sciences physiques
- Faculté de sciences liées aux accélérateurs à hautes énergies
- Faculté de sciences multidisciplinaires
- Faculté de sciences de la vie
- Faculté de sciences avancées

## Personnalités liées à l’université

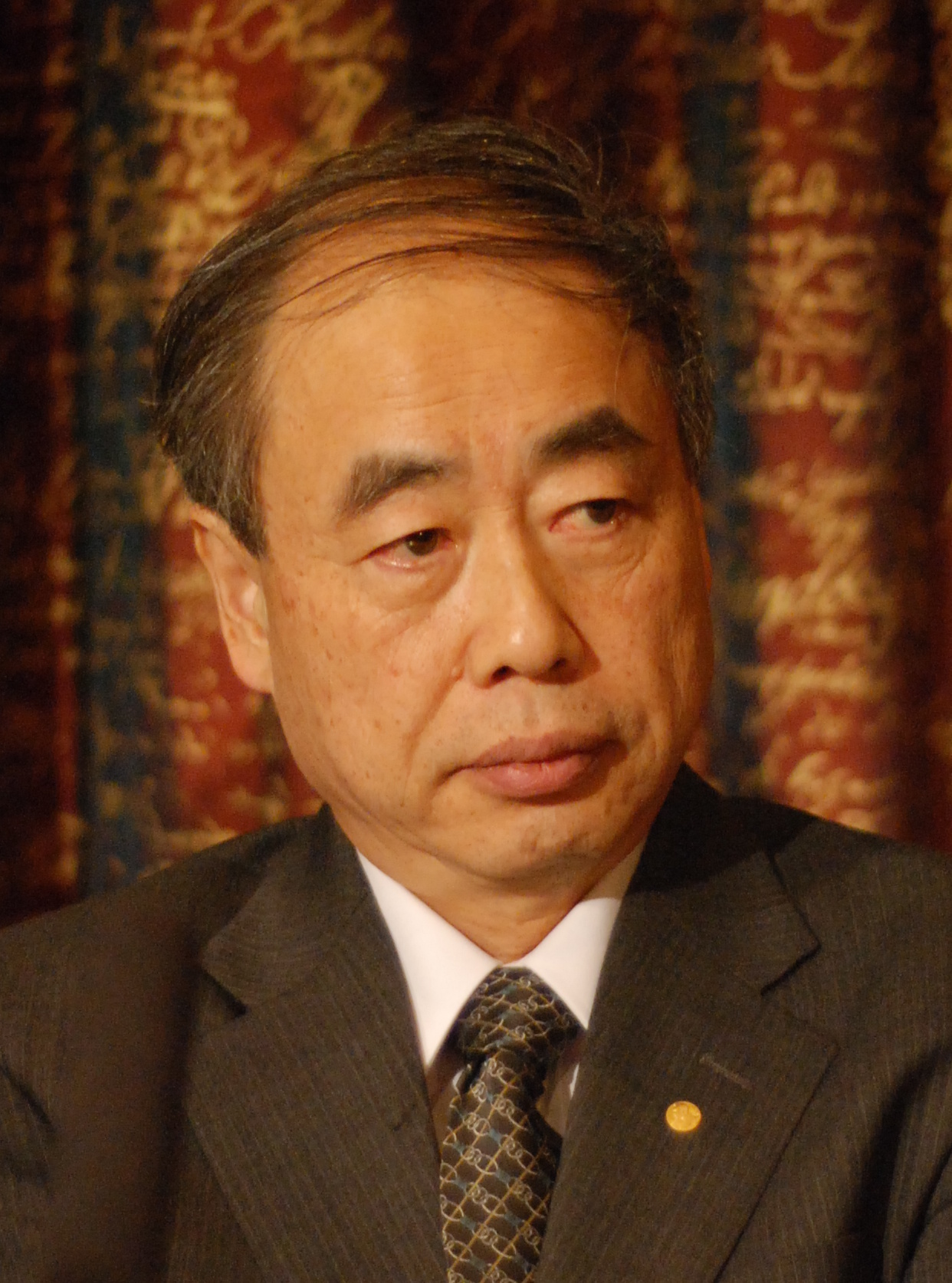
Makoto Kobayashi, professeur émérite, l’un des lauréats du prix Nobel de physique 2008 pour la matrice CKM.
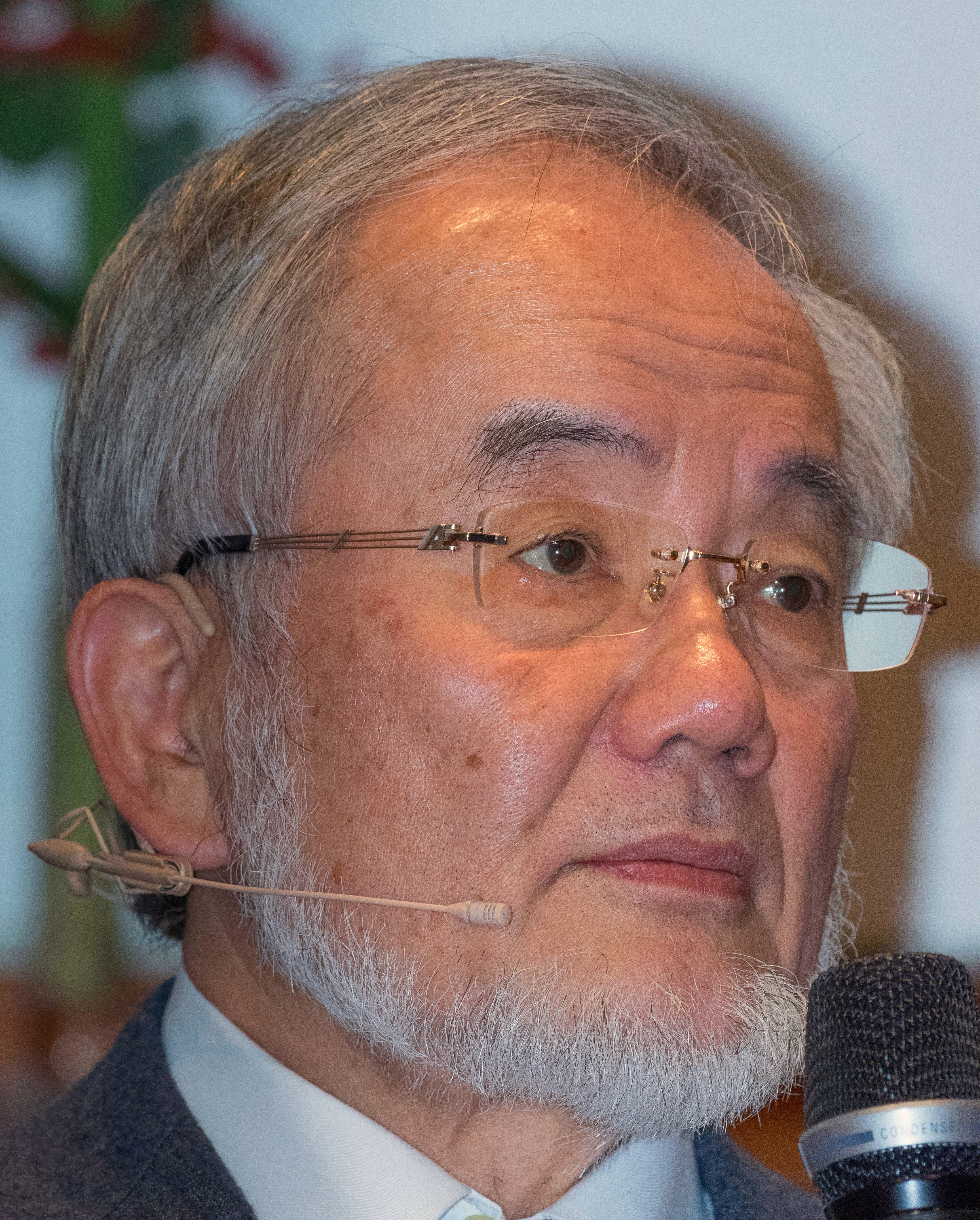
Yoshinori Ohsumi, ancien professeur, biologiste cellulaire, lauréat du prix Nobel de physiologie ou médecine en 2016.
Fumihito d'Akishino, docteur, héritier présomptif du trône japonais.

## Enseignants
- Yoshinori Ohsumi, prix Nobel de médecine 2016